# 1932 في السعودية
تحتوي هذه المقالة على أهم الأحداث التي شهدتها السعودية في 1932، إضافة إلى أهم الشخصيات السعودية التي وُلدت أو تُوفيت في هذه السنة.

## السياسة

### الحكم
الملك: عبد العزيز بن عبد الرحمن آل سعود

### تعيينات
- فيصل بن عبد العزيز، وزيراً للخارجية.[1]
- عبد العزيز بن مساعد بن جلوي، حاكماً عاماً لمنطقة عسير وقائداً للقوات السعودية فيها، ثم عاد أميراً لحائل في العام نفسه، وكان قد تولى إمارتها في العام 1923.[2]

### سبتمبر
- 21
  - عبد الله بن سليمان الحمدان، وزيراً للمالية.[3]
  - حمد بن سليمان الحمدان، وكيلاً لوزير المالية.[3]

## أحداث
- تأسيس أول نظام راديو خاص لتزويد الملك بالمعلومات من المراكز والمدن على نطاق المملكة وبالأخبار الخارجية حول الأحداث الجارية.[4]

- تكون مجلس الشورى الثاني.[5]
- الانتهاء من بناء قصر خزام في جدة.[6]
- توقف مطار دارين عن العمل، وهو مطار عسكري يعد أول وأقدم مطار في السعودية.[7][8]
- اكتشف المستشرق والرحالة جون فيلبي، نيزك وبر الذي سقط في صحراء الربع الخالي قبل 300 سنة بحسب دراسات.[9]

### فبراير
- 10:
  - وقعت مملكة إيطاليا معاهدة صداقة مع مملكة الحجاز ونجد وملحقاتها، وفتحت إيطاليا قنصلية لها في جدة.[10][11]
  - وقعت مملكة الحجاز ونجد بملحقاتها، اتفاقية صداقة مع مملكة أفغانستان لتقوية العلاقات الودية بين البلدين،[12] وكانت أفغانستان أول دولة إسلامية تعترف بحكم الملك عبد العزيز، وذلك في عهد الملك محمد ظاهر شاه.[13]

### يوليو
- 30: القضاء على تمرد ابن رفادة في شمال الحجاز.[14]

### أبريل
- 4: صدور العدد الأول من صحيفة «صوت الحجاز» (البلاد حالياً) في مكة المكرمة.[15]

### سبتمبر
- 21: إنشاء وزارة المالية بعد تحويل مديرية المالية العامة إلى وزارة.[16]
- 23: توحيد مملكة الحجاز ونجد وملحقاتها تحت اسم «المملكة العربية السعودية».[17]

### نوفمبر
- 4: تمرد الأدارسة ضد الدولة السعودية بقيادة الحسن بن علي الإدريسي.[3]

## مواليد
- مشاري بن عبد العزيز آل سعود، الابن التاسع عشر من أبناء الملك عبد العزيز الذكور وهو من أوائل الطيارين السعوديين (ت. 2000).[18]
- بدر بن عبد العزيز آل سعود، نائب رئيس الحرس الوطني السعودي بمرتبة وزير سابقاً (ت. 2013).[19]
- تركي الثاني بن عبد العزيز آل سعود، نائب وزير الدفاع والطيران السعودي السابق (ت. 2016).[20]
- نواف بن عبد العزيز آل سعود، المستشار الخاص للملك عبد الله بن عبد العزيز (ت. 2015).
- عبد العزيز المسند، فقيه ووزير سابق (ت. 2007).
- صالح بن محمد اللحيدان، عالم شريعة وإمام وخطيب وعضو هيئة كبار العلماء (ت. 2022).[21]
- محمد بن علي أبا الخيل، وزير المالية السعودي السابق.
- سليمان عبد القادر فقيه، طبيب ورجل أعمال (ت. 2014).
- عبد العزيز مؤمنة، كاتب وصحفي.[22]
- محمد بن سعد بن حسين، كاتب وناقد وشاعر (ت. 2014).
- حمزة بوقري، كاتب ومذيع وقد شغل منصب مدير الإذاعة (ت. 1984).
- عبد الله بن حمد القرعاوي، شاعر وصحفي وإداري (ت. 2006).
- عوني كنانة، إعلامي ومذيع سابق في التلفزيون السعودي ولد في يافا (ت. 2002).
- ربيع المدخلي، عالم دين.

### يوليو
- 1: عباس غزاوي، إعلامي ودبلوماسي سابق (ت. 2005).

### أغسطس
- 31: هشام بن محيي الدين ناظر، سياسي شغل منصب وزير التخطيط ووزير البترول والثروة المعدنية في السعودية (ت. 2015).[23][24][25]

## وفيات
- إبراهيم بن عبد اللطيف آل الشيخ مبارك، فقيه مالكي ومدرس ديني (و. 1849).[26]

### ديسمبر
- خالد بن منصور العبدلي الهاشمي، سياسي وقائد عسكري.